# Cultura de Boian

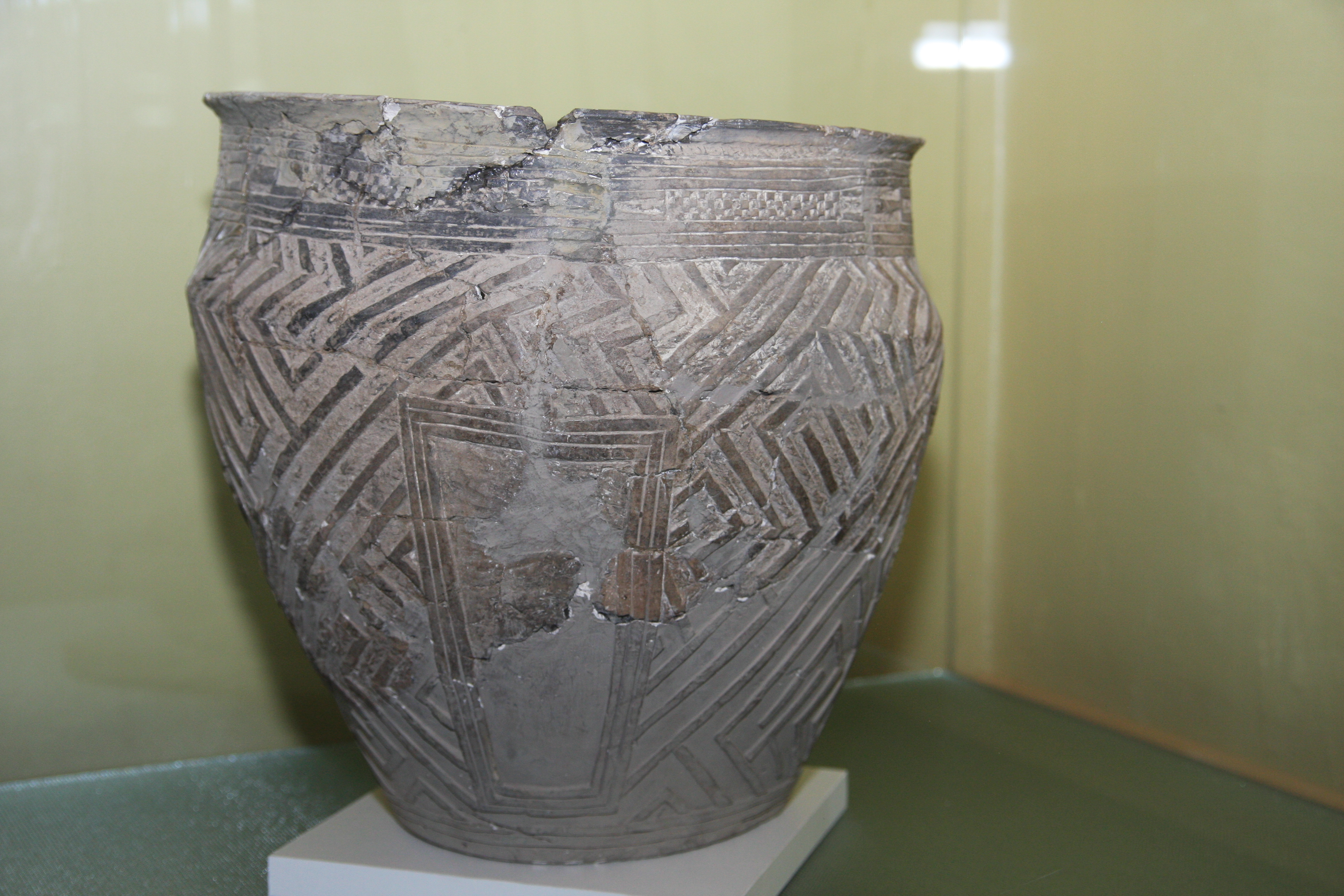
Cultura Neolítica de Boian cerámica expuesta en el museo Piatra Neamt.

Cultura de Boian (4300-3500 a. C.), a veces denominada cultura de Giuleşti-Marica, y en Bulgaria como cultura de Mariza. Fue una cultura neolítica de Rumania y Bulgaria, en el sureste de Europa, en la región balcánica. Se propagó principalmente a través del bajo valle del Danubio.

## Orígenes
La cultura de Boian comenzó en la llanura de Valaquia, en el sureste de Rumania. En su apogeo, la cultura se extendió hasta incluir asentamientos en la llanura de Baragan, el delta del Danubio, Dobrudja, y el noreste de Bulgaria. La extensión geográfica de la cultura llegó hasta la frontera de Transilvania en el centro-sur de Rumania, por el norte hasta el delta del Danubio, a lo largo de la frontera de Rumania con Ucrania y la costa de la mar Negro, y tan al sur como los montes Ródope y el mar Egeo en Grecia.
La cultura de Boian se formó como una fusión de dos grupos neolíticos anteriores, la cultura de Dudesti, que se originó en Anatolia (hoy en día Turquía), y la cultura de la cerámica de bandas.

## Periodización
La cultura Boian se divide tradicionalmente en cuatro fases, a cada una de las cuales se le asigna un nombre de uno de los sitios arqueológicos al que están asociadas.
- Fase I - Fase Bolintineanu, 4300-4200 antes de Cristo.

- Fase II - Fase Giuleşti (también conocido como la cultura de Giuleşti-Boian), 4200-4100 a. C.

- Fase III - Fase Vidra, 4100-4000 antes de Cristo.

- Fase IV - Fase Spantov (también conocido como la cultura de Boian-Gumelniţa), 4000-3500 a. C.

## Fin de la cultura
La cultura de Boian fue transformándose en la cultura de Gumelniţa, con apropiaciones de la cultura de Vădastra. Sin embargo, un segmento de la sociedad Boian se aventuró al noreste, a lo largo de la costa del mar Negro, encontrándose con la cultura de Hamangia, con la que finalmente se fusionó para dar origen a la cultura de Cucuteni.